# کریتاون
کریتاون (به انگلیسی: Creetown) یک شهرک در اسکاتلند است که در دامفریس و گالووی واقع شده‌است. کریتاون ۷۵۰ نفر جمعیت دارد.